# Chrystus Frasobliwy

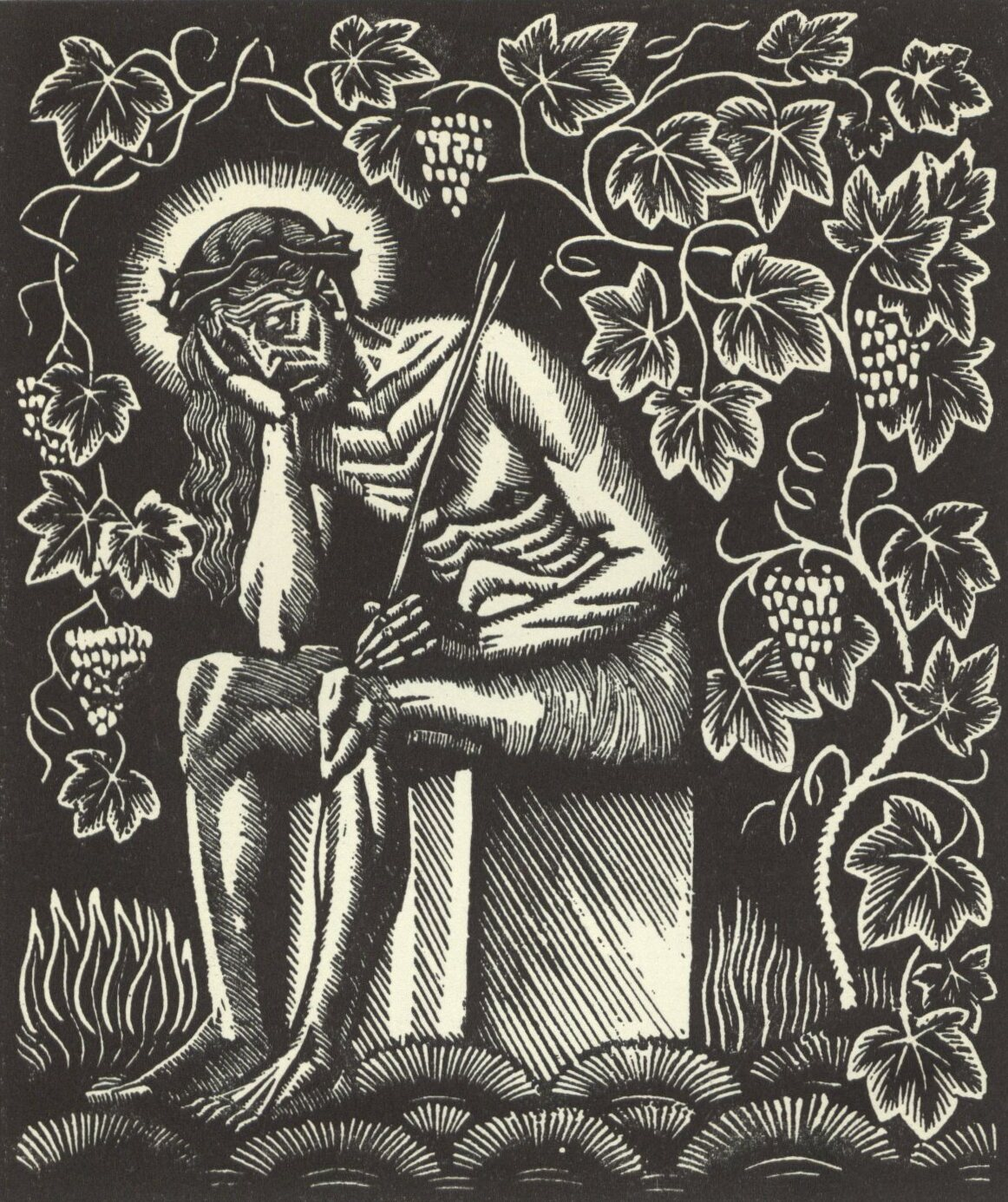
Chrystus Frasobliwy autorstwa Władysława Skoczylasa

Chrystus Frasobliwy – w ikonografii chrześcijańskiej jest to przedstawienie rozmyślającej postaci Jezusa Chrystusa w pozycji siedzącej, z głową opartą na dłoni. Na głowie znajduje się korona cierniowa zaś na ciele widoczne są ślady biczowania. Według niektórych autorów ma to być przedstawienie momentu na Golgocie, tuż przed ukrzyżowaniem, choć figurę tę można także interpretować jako symboliczne streszczenie Męki Pańskiej.
„Chrystus Frasobliwy – rozpowszechnił się w rzeźbie ludowej na przełomie XVIII i XIX wieku, na terenach niemal całej Polski, będąc kontynuacją motywu znanego z wzorów przedchrześcijańskich, gotyckich, renesansowych, barokowych – symbolizujących żal, rozpacz, zamyślenie”.
Przedstawienie to znacznie częściej wykorzystywane jest w rzeźbie niż w malarstwie.

## Historia
Znane są rzeźby podobne w stylu pochodzące z okresu neolitu europejskiego.
Pierwsze wizerunki Chrystusa Frasobliwego pojawiły się w końcu XIV wieku w Niemczech, Austrii i Niderlandach. Historycy sztuki wiążą pojawienie się tego wizerunku z nurtem nazywanym devotio moderna (łac. nowoczesna pobożność), który kładł nacisk na ludzką naturę Chrystusa stawiając go za wzór do naśladowania dla wiernych.
Z zachodu Europy wizerunek Chrystusa Frasobliwego przeniknął do Polski, pojawiając się najpierw na Śląsku i Pomorzu, a następnie przenikając do sztuki ludowej, gdzie mocno się zakorzenił. Tę popularność należy tłumaczyć tym, że wierny mógł dostrzec w zafrasowanym Bogu swoje własne problemy, a także wątpliwości co do sensu cierpień i ofiar, w które obfituje los człowieka.

## Galeria

Chrystus Frasobliwy nr 1, 2013 rok, wysokość 26 mm, eksponat Muzeum Miniaturowej Sztuki Profesjonalnej Henryk Jan Dominiak w Tychach
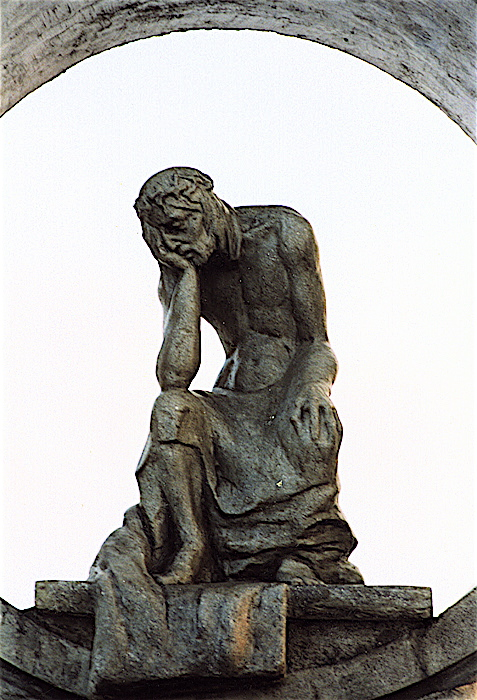
Chrystus Frasobliwy – kapliczka przydrożna, Kurowice, 1997
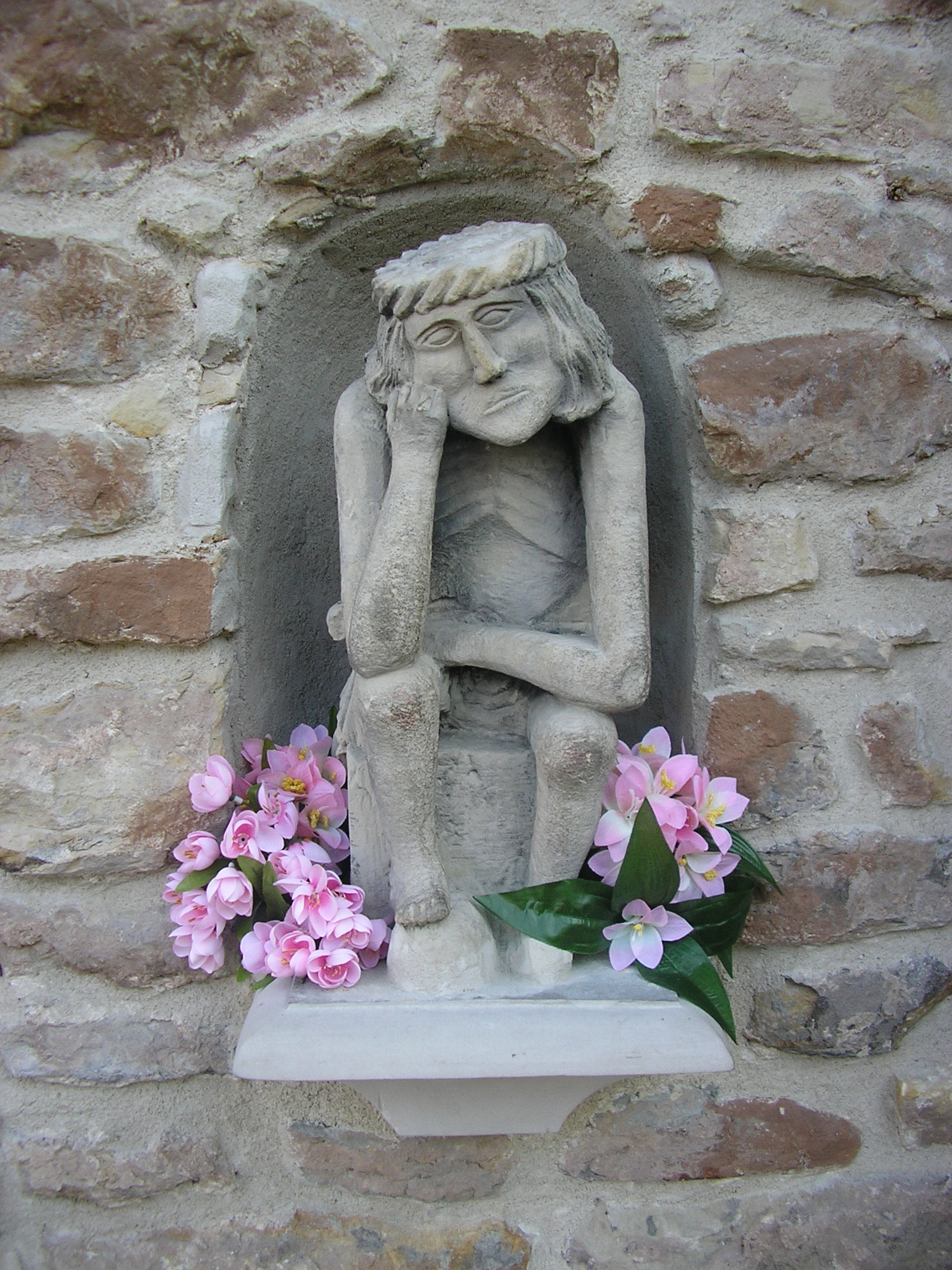
Chrystus Frasobliwy na Szydłowieckiej farze
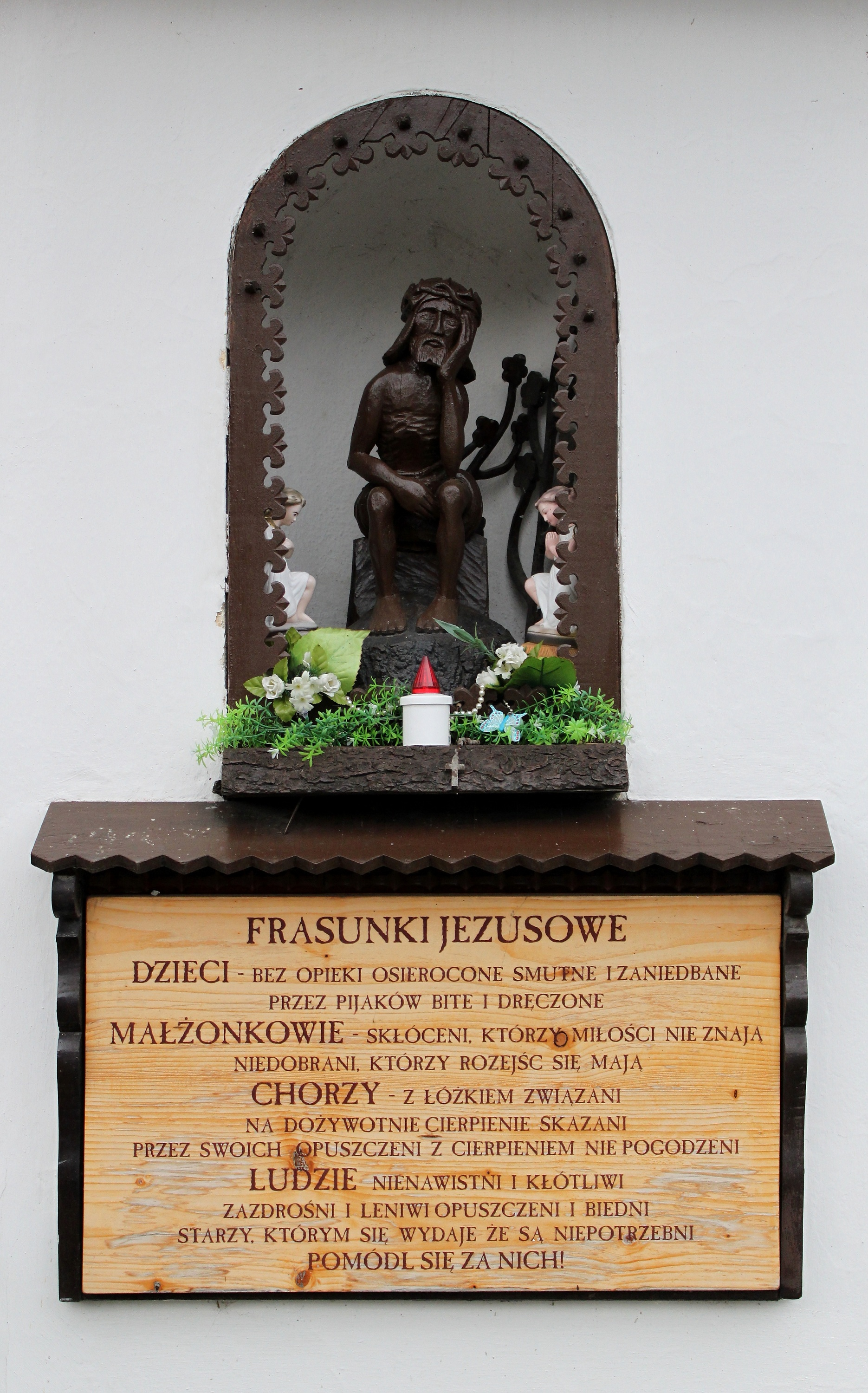
Chrystus Frasobliwy przed kościołem pw. Wszystkich Świętych w Krościenku nad Dunajcem
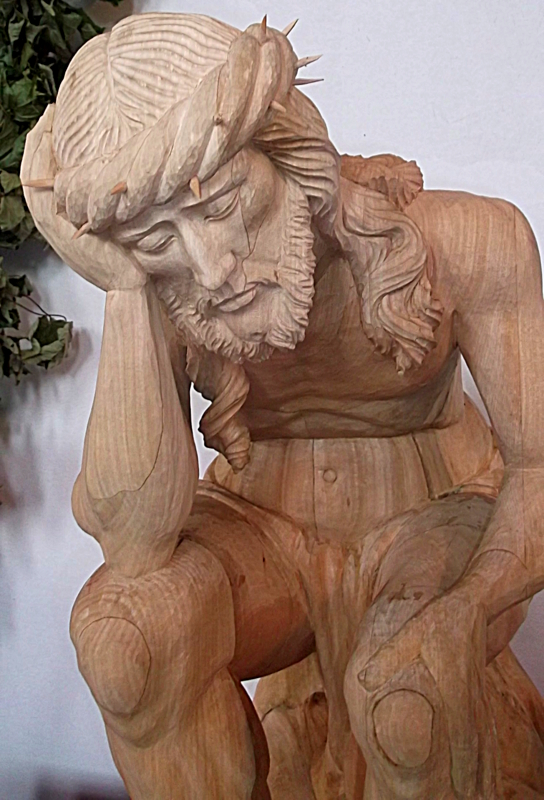
Chrystus Frasobliwy w kościele NSPJ w Kamiennej Górze
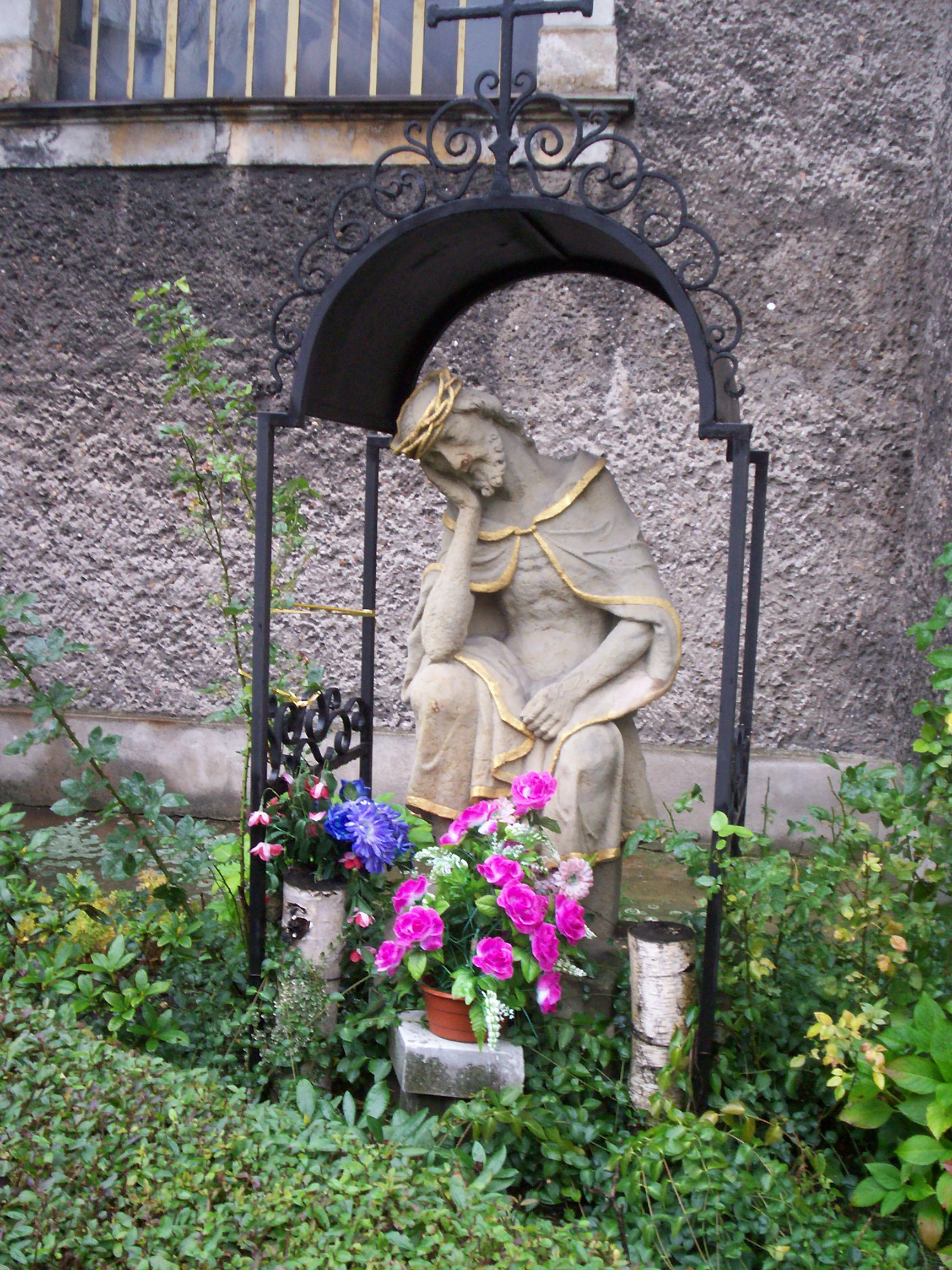
Chrystus Frasobliwy przed kościołem pw. Wniebowzięcia Najświętszej Maryi Panny w Lubawce
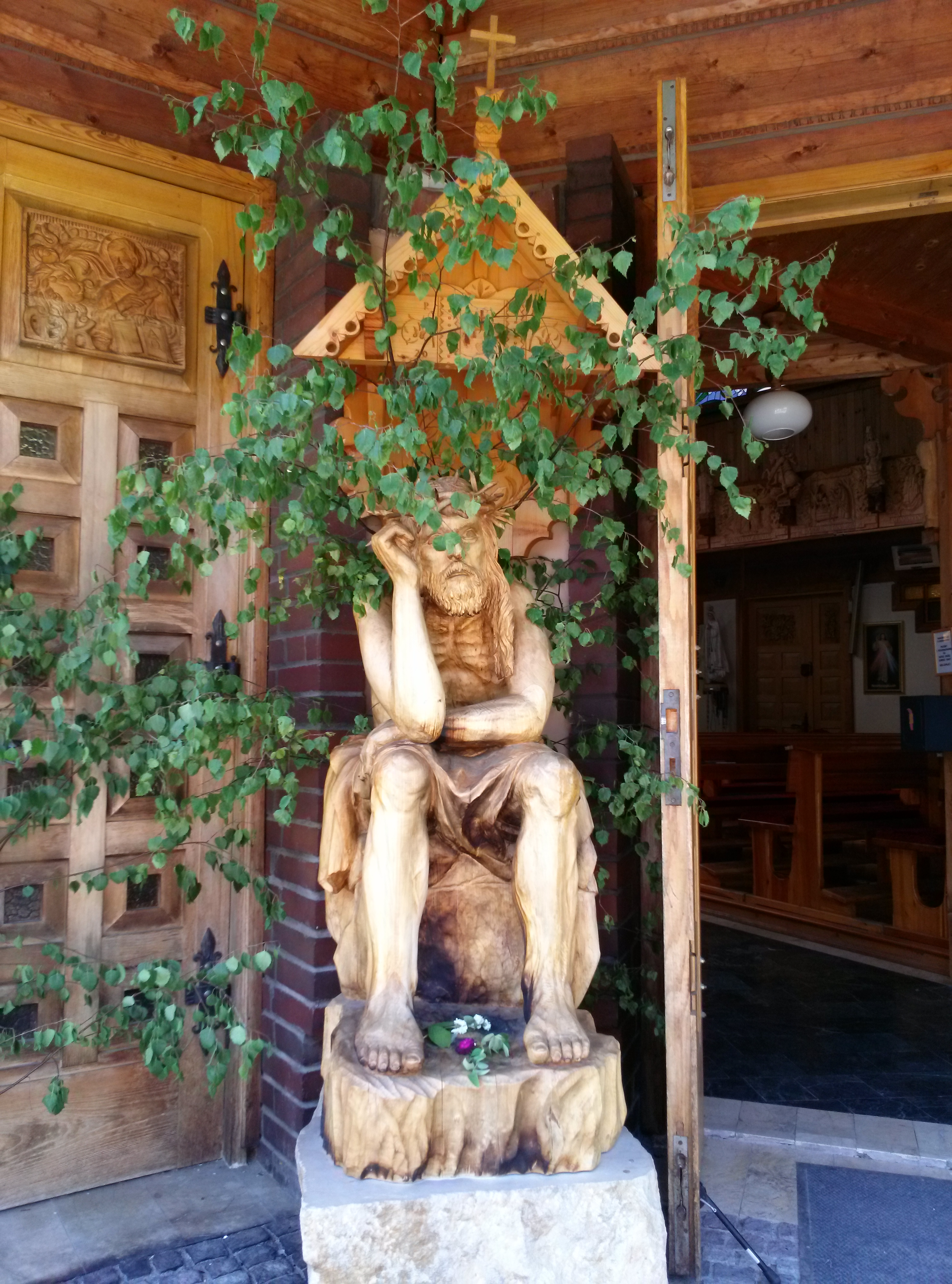
Sulistrowiczki, figura Chrystusa Frasobliwego przy kościele filialnym pw. Najświętszej Maryi Panny Dobrej Rady
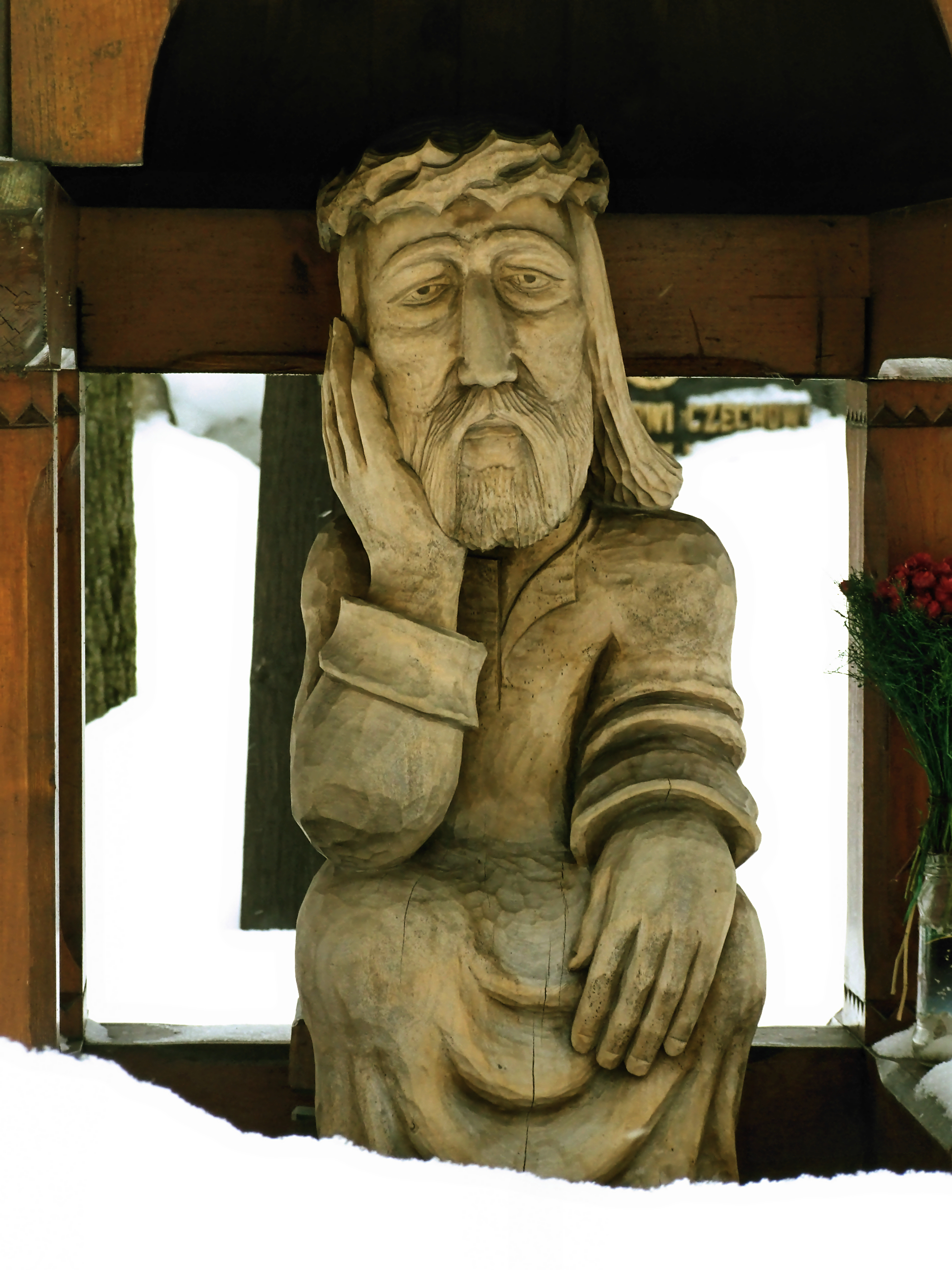
Chrystus Frasobliwy na jednym z nagrobków zakopiańskiego cmentarza „Na Pęksowym Brzyzku”
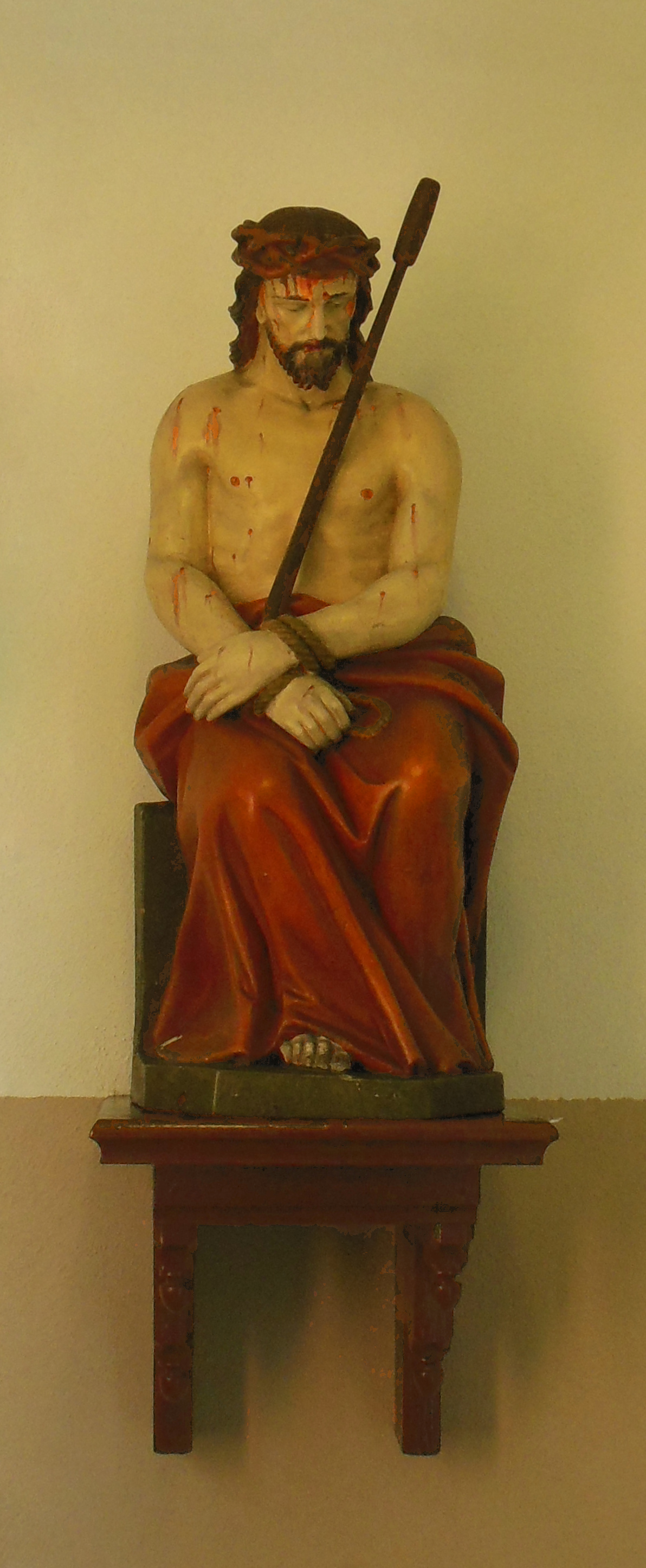
Figura Chrystusa Frasobliwego w kościele św. Karola Boromeusza w Staniszczach Wielkich
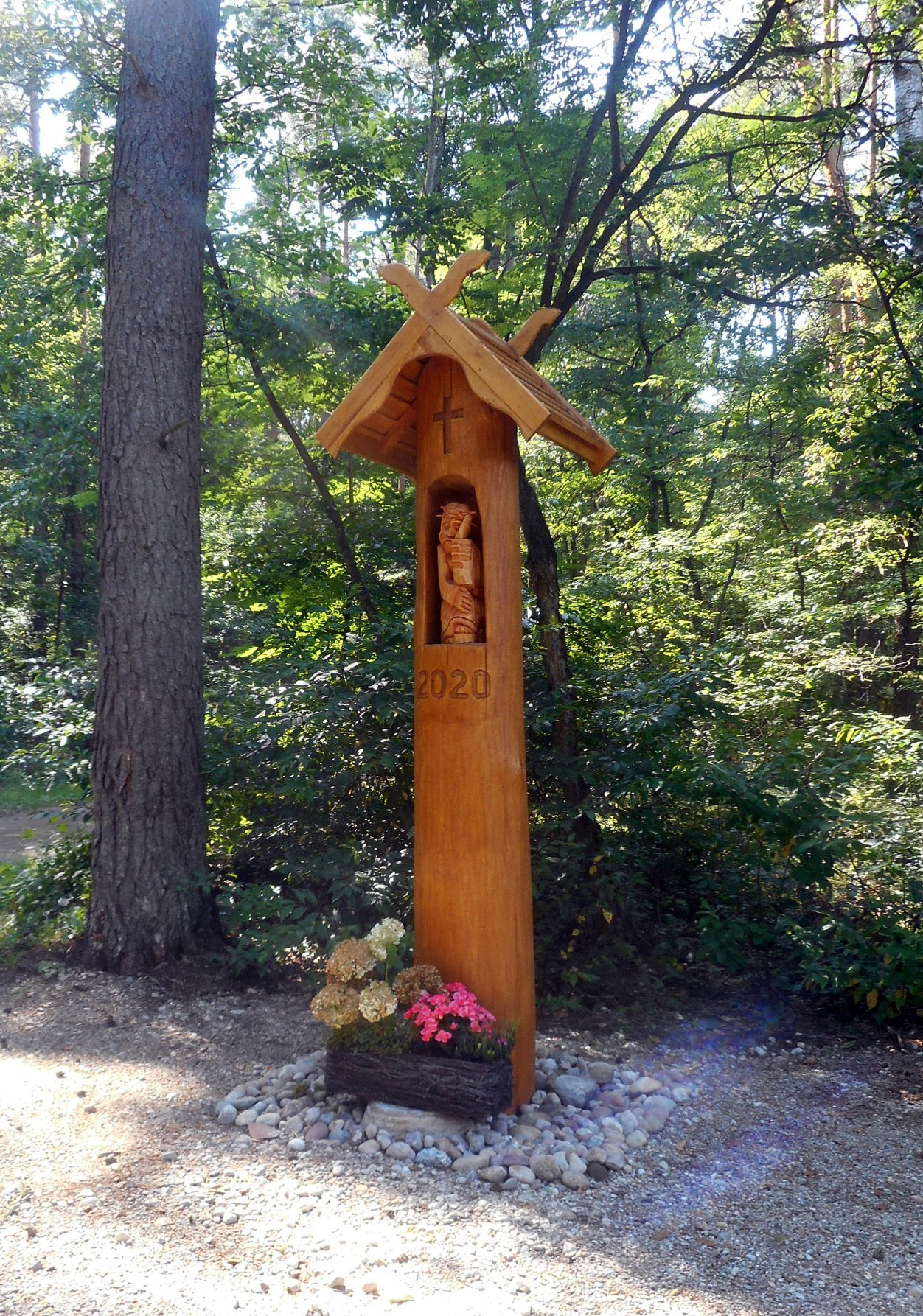
Chrystus Frasobliwy w kapliczce w pobliżu wsi Jednorożec (Kurpie Zielone)
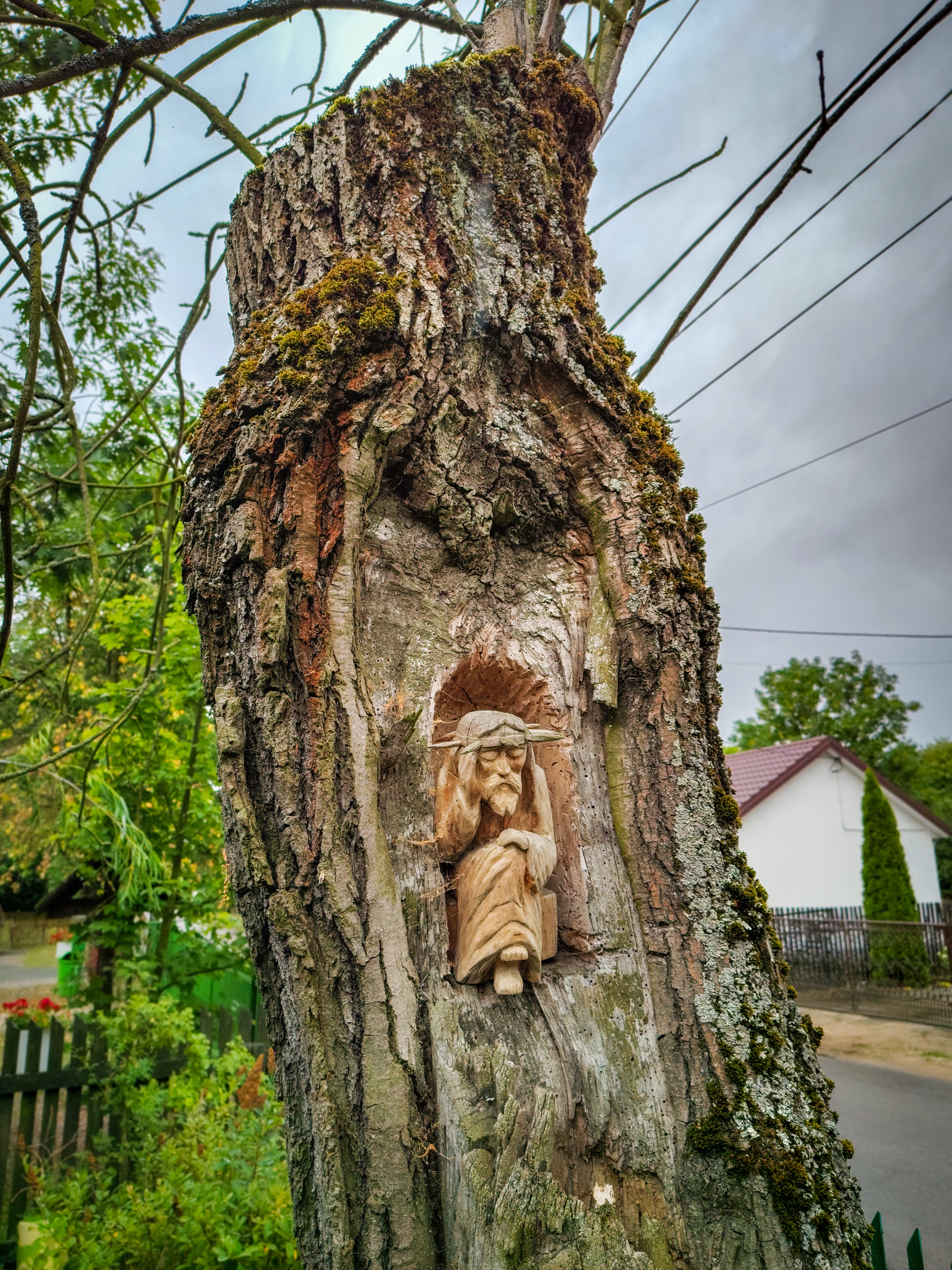
Rzeźba Chrystusa Frasobliwego umieszczona we wnęce w drzewie obok Kuźni Kurpiowskiej w Pniewie (Kurpie Białe)
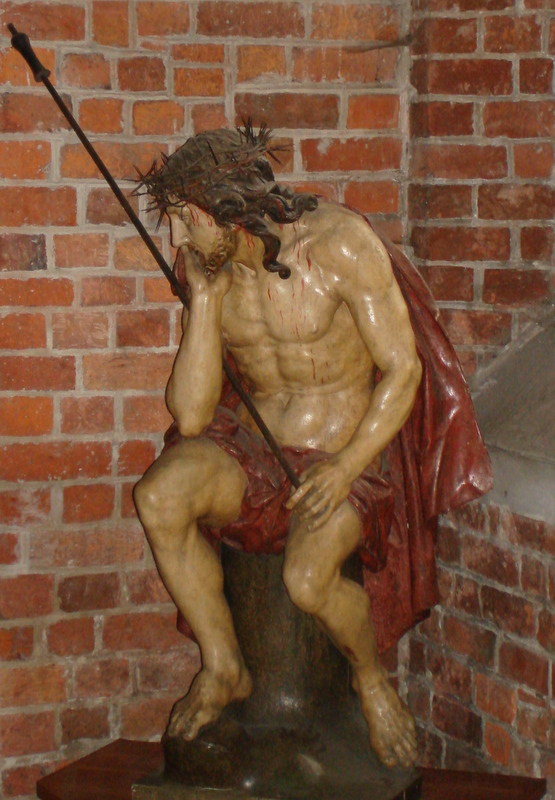
Chrystus Frasobliwy w kościele pw. św. Wojciecha we Wrocławiu